# Иво Сарајчић
Иво Сарајчић (Славонски Брод, 1915 — 1994) био је учесник Народноослободилачке борбе, друштвено политички радник и амбасадор СФРЈ.

## Биографија
Рођен је 1915. године у Канижи код Славонског Брода. Завршио је Филозофски факултет у Загребу. Током студија у Загребу, 1937. године је био хапшен због своје политичке активности.
Године 1941. је постао члан Комунистичке партије Југославије (КПЈ). Од децембра 1941. до децембра 1942. године био је у затвору у Осијеку и логорима у Старој Градишки и у Аустрији. После бекства из логора, у Славонији је ступио у партизане. Током 1943. године, као један од главних покретача, покреће лист „Глас Славоније”, а потом и постаје главни уредник листа „Напријед”.
После ослобођења Југославије је радио као секретар Президијума Сабора Народне Републике Хрватске и као новинар и уредник у листу „Борба”, од 1947. до 1949. године. Био је члан Обласног комитета КПХ за Славонију и секретар Агитпропа Централног комитета Комунистичке партије Хрватске. Касније је обављао функцију директора Дирекције за информације Владе ФНРЈ, министра у Влади НР Хрватске, члана Извршног већа Сабора НР Хрватске и Одбора за вањску политику и односе са иноземством Сабора СР Хрватске.Биран је за члана Централног комитета Савеза комуниста Хрватске.
Од 1960. до 1963. године био је амбасадор ФНРЈ у Аустрији.
Од 1969. до 1970. године је био амбасадор СФРЈ у Великој Британији. 
Носилац је Партизанске споменице 1941. и других југословенских одликовања.